# Theodore Irving Dalgliesh
Theodore Irving Dalgliesh est un artiste peintre et graveur britannique d'origine écossaise, né le 1er février 1855 à Coventry et mort le 21 mars 1941 à Atherstone.

## Carrière
Il fut élève d'Alphonse Legros à Londres et voyagea abondamment en Angleterre, aux Pays-Bas, en France et en Espagne. Il fut également un élève de Edward Poynter lors de son passage à la Slade School of Fine Arts. Il fut admis à la Royal Academy en 1876.

## Vie privée
Fils de David Dalgliesh, écuyer, marchand de vins, originaire de Carsethorne (Dumfriesshire) et de Susannah Stott, originaire de Coventry, il est le frère de l'industriel britannique Richard Dalgliesh. Il épouse en 1882 à Melton Mowbray Sarah Esther Haseldine, fille de William Haseldine, écuyer, originaire de Cossall (Nottinghamshire), et de Sarah Pearson.

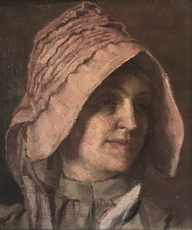
Sarah Esther Dalgliesh, née Haseldine

Marié à Sarah Esther Haseldine, il a deux enfants :   
- Kenneth Dalgliesh (1887-1964), Fellow of the Royal Institute of British Architects, membre du Corps des ingénieurs royaux[4]. Il épouse le 6 juillet 1918 à St Thomas Church, Portman Square une infirmière, Ellen Constance Franklin, dont : 
  - David Geoffrey Dalgliesh (1922-2010), MRCS, LRCP, MVO, OBE[5], surgeon commodore de la Royal Navy[6], récipiendaire de la Médaille polaire en 1957[7]. Il épouse Carrol Scott, belle-sœur du 2nd baronet Lithgow, dont : 
    - Anna Dalgliesh, navigatrice.
    - Adam Dalgliesh.

  - Jean Esther Dalgliesh (1924-2017) épouse le colonel Thomas Michael Braithwaite (1917-1989), dont : 
    - Timothy (1944-2008)
      - Thomas Braithwaite épouse Alice Nelson, fille de Lorne Nelson (petit-fils d'Almeric Paget, 1er baron Queensborough) et de Georgina Astor (issue de la Famille Astor, petite-fille de Nancy Astor, première femme membre de la Chambre des communes)[8].

    - Elizabeth (1946-2003) épouse Anthony Farquhar, fils de Peter Walter Farquhar, 5è baronet, dont : 
      - Alexandra épouse Andrew Savile, petit-fils de John Savile, 7è comte de Mexborough.
      - Antonia épouse Thomas Pitman, beau-fils d'Andrew Parker Bowles, époux en premières noces de Camilla Shand ; par ailleurs neveu par alliance d'Edmund Roche, 5è baron Fermoy.

  - Angus Robin Franklin Dalgliesh (1928-1987), surgeon captain de la Royal Navy, récipiendaire de la Médaille polaire en 1957 comme son frère[7]. Il épouse le mannequin Daphne Abrams.
- Margaret Dalgliesh (1885-1973), artiste peintre comme son père.